# Cathédrale de la Nativité-de-la-Vierge du monastère Saint Savva Storojevski
La cathédrale de la Nativité-de-la-Vierge du monastère Saint Savva Storojevski (en russe : Собор Рождества Пресвятой Богородицы в г. Звенигород) est un édifice religieux orthodoxe située à Zvenigorod, dans l'oblast de Moscou. 
Le Monastère Saint-Sabbas de Storoji ou monastère Saint Savva, a été fondé en 1398-1399 par Savva Storojevski, sur demande du prince local Iouri Dmitrievitch. La cathédrale aurait, été construite en 1405, mais cette date est contestée. Elle est bâtie en pierre blanche comme celles de Vladimir-Souzdal, mais elle porte l'empreinte du style moscovite plus monumental. La base du tambour de la coupole est garnie de kokochniks, comme celle de la Cathédrale du Sauveur du monastère Andronikov qui date de la même époque. Les deux cathédrales sont des exemples datant de la fin, du XIVe siècle début du XVe siècle d'édifices en pierre blanche . 
La correspondance entre la triple rangée d'arc en façade et les voûtes intérieures de l'édifice est totale. Devant l'harmonie de la composition, l'équilibre des proportions, la finesse du décor, l'historien G.K Wagner évoque à propos
de cette Nativité-de-la-Vierge la Renaissance et ses aspirations au rationalisme dans l'agencement des volumes.  
La pureté et la précision des lignes et des surfaces témoigne d'une grande maîtrise d'exécution.
Les pilastres reçoivent des couronnements complexes. L'organisation rythmique convient admirablement à la spiritualité monastique et à ses règles rigides.

## Intérieur
La cathédrale de la Nativité est l'un des plus anciens exemples conservés d'une structure intérieure sans galerie. Dans le contexte d'une communauté liturgique où il n'y a pas de distinction entre les fidèles et où l'humilité est la règle, cette galerie n'est pas nécessaire.
Selon l'historien d'art Alexeï Komech, le registre de la Déisis de la Dormition de Zvenigorod a été retrouvé en 1918 dans une cabane voisine de la Cathédrale de la Dormition sur Gorodok, mais ses dimensions importantes devraient le faire attribuer plutôt à l'église de la Nativité-de-la-Vierge toute proche . Il ne s'agit que d'une problème d'attribution historique puisque la déisis est exposée à la Galerie Tretiakov à Moscou.  